# Wał odbioru mocy

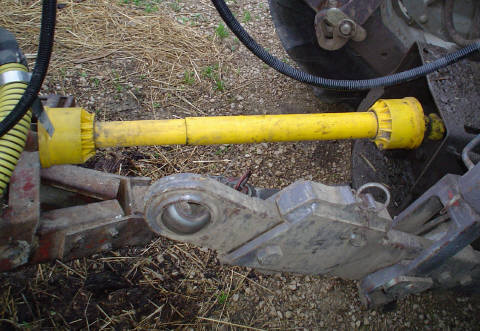
Wał przegubowo-teleskopowy sprzęgający WOM ciągnika rolniczego z WPM opryskiwacza

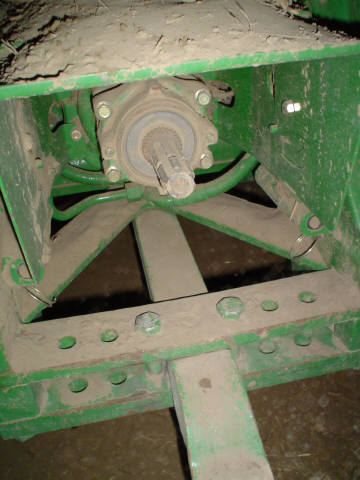
Wał przyjęcia mocy (WPM) w maszynie

Wał odbioru mocy (WOM) – wał przekazujący napęd z pojazdu do poruszanej maszyny. Wszystkie obecnie produkowane ciągniki rolnicze są wyposażone w wyjście wałka odbioru mocy. 
Przekaz mocy z ciągnika do maszyny odbywa się poprzez elementy:
- wał odbioru mocy – w ciągniku,
- wał przekazu mocy (wał przegubowo-teleskopowy) – element łączący, zwany także wałkiem lub wałem odbioru mocy,
- wał przyjęcia mocy (WPM) w maszynie.

Standardem jest WOM niezależny od prędkości jazdy zapewniający 540 obrotów na minutę, niezależnie od biegu, na którym porusza się ciągnik. Stosuje się też prędkość 1000 lub 750 obrotów na minutę. Obroty 750 zwane są także obrotami ekonomicznymi i oznaczane są jako 540E. Niektóre ciągniki rolnicze umożliwiają przełączenie wałka w pracę „zależną”, wówczas obroty wałka są proporcjonalne do prędkości jazdy ciągnika (standard w zaniku).
Niezależny WOM włączany jest poprzez dwustopniowe sprzęgło lub dodatkową dźwignię. Sprzęgło dwustopniowe służy do rozłączania układu jezdnego ciągnika oraz WOM, przy czym sterowane jest jednym pedałem, a rozłączenie zapewniają oddzielne układy. Działa ono tak, że wciśniecie sprzęgła do połowy rozłącza układ jezdny, bez rozłączenia WOM. Dopiero pełne wciśnięcie sprzęgła rozłącza WOM, system taki umożliwia zatrzymanie ciągnika bez zatrzymania maszyny lub zatrzymanie ciągnika i maszyny. W nowoczesnych ciągnikach rolniczych załączanie i wyłączanie WOM odbywa się elektrohydraulicznie za pomocą wielopłytkowych sprzęgieł umieszczonych w kąpieli olejowej.
Współczesne ciągniki rolnicze ze względów bezpieczeństwa muszą zapewnić hamowanie WOM po jego rozłączeniu, dlatego układem wykonawczym włączania, rozłączania i hamowania WOM jest układ sterowany hydraulicznie lub mechanicznie ze wspomaganiem pneumatycznym (stosowane w Zetorach).